# 那珂郡 (福岡県)
- 令制国一覧 > 西海道 > 筑前国 > 那珂郡
- 日本 > 九州地方 > 福岡県 > 那珂郡

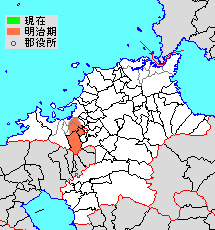
福岡県那珂郡の位置

那珂郡（なかぐん）は、福岡県（筑前国）にあった郡。

## 郡域
1878年（明治11年）に行政区画として発足した当時の郡域は、下記の区域にあたる。
- 福岡市
  - 博多区の一部（概ね吉塚、堅粕、榎田、上牟田、半道橋、東那珂、板付、井相田より南西）
  - 南区の一部（概ね平和、寺塚、柳河内、皿山、花畑、屋形原、鶴田以東）
  - 東区の一部（馬出・東浜・西戸崎・大岳・志賀島・勝馬・弘）
- 大野城市の一部（概ね雑餉隈町・栄町・錦町）
- 春日市・那珂川市の全域

## 歴史

### 古代
大和時代の儺懸（なのあがた）に比定されており、ひいては『後漢書』「東夷伝」や「魏志倭人伝」「梁書」・『北史倭国伝』に表れる奴国であるとされる。

#### 式内社
『延喜式』神名帳に記される郡内の式内社。
| 神名帳             | 神名帳          | 神名帳   | 神名帳 | 比定社   | 比定社                 | 比定社         | 集成 |
| 社名               | 読み            | 格       | 付記   | 社名     | 所在地                 | 備考           | 集成 |
| ------------------ | --------------- | -------- | ------ | -------- | ---------------------- | -------------- | ---- |
| 那珂郡 4座（並大） |                 |          |        |          |                        |                |      |
| 八幡大菩薩筥埼宮   | -ハコサキノミヤ | 名神大   |        | 筥崎宮   | 福岡県福岡市東区箱崎   | （筑前国一宮） |      |
| 住吉神社 三座      | スミヨシノ      | 並名神大 |        | 住吉神社 | 福岡県福岡市博多区住吉 | 筑前国一宮     |      |
| 凡例を表示         |                 |          |        |          |                        |                |      |

### 近世以降の沿革
- 明治初年時点では全域が筑前福岡藩領であった。「旧高旧領取調帳」に記載されている明治初年時点での村は以下の通り。（1町70村）

福岡城下の内の博多地区、上白水村、中原村、上梶原村、下梶原村、安徳村、東隈村、西隈村、山田村、別所村、西畑村、南面里村、埋金村、成竹村、不入道村、市ノ瀬村、五ヶ山村、後野村、仲村、今光村、松木村、五郎丸村、片縄村、道善村、恵子村、野多目村、和田村、老司村、三宅村、五十川村、清水村、塩原村、竹下村、井尻村、横手村、春吉村、春日村、小倉村、須玖村、下白水村、上曰佐村、下曰佐村、弥永村、上警固村、下警固村、東郷村、屋形原村、平尾村、高宮村、野間村、若久村、薬院村、今泉村、庄村、諸岡村、住吉村、比恵村、堅糟村、西堅糟村、辻村、金平村、堀口村、馬出村、那珂村、東光寺村、板付村、麦野村、井相田村、犬飼村、志賀島村、勝馬村
- 明治4年7月14日（1871年8月29日） - 廃藩置県により福岡県の管轄となる。
- 明治7年（1874年） - 辻村が松園村に、堀口村が豊富村にそれぞれ改称。福岡城下の福岡地区（第一大区、那珂郡所属の下警固村、薬院村を除き早良郡所属）より下警固村、薬院村、博多地区（第二大区、全域が那珂郡所属）より庄村、今泉村、春吉村が離脱。
- 明治11年（1878年）11月1日 - 郡区町村編制法の福岡県での施行により、下記の変更が行われる。（70村）
  - 福岡城下・博多の区域（金屋小路、上桶屋町、下桶屋町、馬場新町、上辻堂町、下辻堂町、御供所町、上奥堂町、下奥堂町、中奥堂町、上小山町、下小山町、上赤間町、下赤間町、竹若町、箔屋町、上厨子町、下厨子町、櫛田前町、大乗寺前町、上土居町、社家町、上祇園町、下祇園町、万行寺前町、瓦町、今熊町、中島町、川端町、下新川端町、上新川端町、川口町、片土居町、中土居町、下土居町、上西町、下西町、古小路（古小路町）、上店屋町、下店屋町、上呉服町、下呉服町、上魚町、中魚町、下魚町、上東町、下東町、中小路、西門町、蓮池町、北船町、上普賢堂町、下普賢堂町、寺中町、上市小路、中間町、中市小路、中石堂町、下市小路、官内町、上浜口町、中浜口町、下浜口町、上金屋町、下金屋町、金屋町、横町（明治11年に合併して金屋町横町となる）、廿家町、鏡町、上竪町、中竪町、下竪町、柳町、大浜町一丁目（明治8年に堅町浜より改名）、大浜町二丁目（明治8年に浜口浜より改名）、大浜町三丁目（明治8年に市小路浜より改名）、大浜町四丁目（明治8年に西町浜より改名）、仮屋町（明治13年に小金町に改名）、掛町、麹屋町、橋口町、上鰮町（上鰯町）、下鰮町（下鰯町）、上洲崎町、下洲崎町、上対馬小路、中対馬小路、下対馬小路、妙楽寺町、妙楽寺新町、古門戸町、綱場町、行町（行ノ町）、浜小路（浜ノ小路）、西方寺前町、蔵本町、奈良屋町、釜屋町、芥屋町、古渓町、奥小路、萱堂町の102町）と早良郡内の福岡城下・福岡の区域からなる福岡区が発足し、郡より離脱[4]。
  - 残部に行政区画としての那珂郡が発足。「御笠席田那珂郡役所」が御笠郡大野村雑餉隈に設置され、同郡・席田郡とともに管轄。
- 明治13年（1880年） - 志賀島村・勝馬村の所属郡が糟屋郡に変更。（68村）
- 明治20年（1887年） - 弥永村・上警固村・東郷村が合併して警弥郷村となる。（66村）

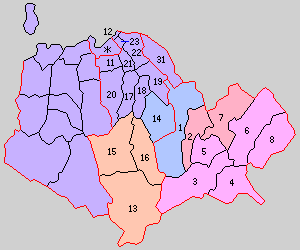
11.警固村 12.豊平村 13.南畑村 14.春日村 15.岩戸村 16.安徳村 17.三宅村 18.曰佐村 19.那珂村 20.八幡村 21.住吉村 22.堅粕村 23.千代村（紫：福岡市 青：春日市 橙：那珂川市 ＊：発足時の福岡市 1 - 8は御笠郡 31は席田郡）

- 明治22年（1889年）4月1日 - 町村制の施行により、以下の各村が発足。特記以外は現・福岡市。（13村）
  - 警固村 ← 薬院村、下警固村、庄村、今泉村
  - 豊平村 ← 金平村、豊富村、堅糟村［字塔ノ後］
  - 南畑村 ← 不入道村、成竹村、市ノ瀬村、埋金村、五ヶ山村、南面里村（現・那珂川市）
  - 春日村 ← 下白水村、小倉村、須玖村、春日村、上白水村（現・春日市）
  - 岩戸村 ← 西畑村、別所村、山田村、西隈村、後野村、道善村、恵子村、片縄村（現・那珂川市）
  - 安徳村 ← 上梶原村、下梶原村、安徳村、東隈村、仲村、五郎丸村、今光村、松木村、中原村（現・那珂川市）
  - 三宅村 ← 老司村、野多目村、和田村、三宅村、塩原村、清水村
  - 曰佐村 ← 上曰佐村、下曰佐村、横手村、井尻村、警弥郷村、五十川村
  - 那珂村 ← 板付村、麦野村、諸岡村、東光寺村、那珂村、竹下村、井相田村［字雑餉隈を除く］
  - 八幡村 ← 高宮村、野間村、若久村、屋形原村、平尾村
  - 住吉村 ← 住吉村、春吉村［字東中洲を除く］
  - 堅粕村 ← 西堅糟村、松園村、比恵村、犬飼村［字出来町を除く］
  - 千代村 ← 堅糟村［字塔ノ後・石堂川下を除く］、馬出村
  - 井相田村の一部（字雑餉隈）が御笠郡大野村、堅糟村の一部（字石堂川下）・春吉村の一部（字東中洲）・犬飼村の一部（字出来町）が福岡市のそれぞれ一部となる。
- 明治29年（1896年）4月1日 - 郡制の施行のため、「御笠席田那珂郡役所」の管轄区域をもって筑紫郡が発足。同日那珂郡廃止。

## 行政
御笠・席田・那珂郡長
| 代 | 氏名 | 就任年月日                | 退任年月日                | 備考                                   |
| -- | ---- | ------------------------- | ------------------------- | -------------------------------------- |
| 1  |      | 明治11年（1878年）11月1日 |                           |                                        |
|    |      |                           | 明治29年（1896年）3月31日 | 御笠郡・席田郡との合併により那珂郡廃止 |

郡長を務めた主な人物
- 小野隆助
- 郡保宗